# Cadre-71/2-Europameisterschaft 1961

Logo CEB (ausrichtender Verband)

Veranstaltungsort: Thionville

Die Cadre-71/2-Europameisterschaft 1961 war das 16. Turnier in dieser Disziplin des Karambolagebillards und fand vom 19. bis zum 22. Januar 1961 in Thionville statt. Es war die fünfte Cadre-71/2-Europameisterschaft in Frankreich.

## Geschichte
Es gab wieder einmal einen belgischen Europameister im Cadre 71/2. Diesmal war es der Lütticher Laurent Boulanger. In der letzten und damit entscheidenden Partie gewann Boulanger gegen den Frankfurter Walter Lütgehetmann mit 300:202 in 17 Aufnahmen. Der aktuelle deutsche Meister nahm wieder zum ersten Mal seit 1958 an einer Cadre 71/2-EM teil. Dazwischen war er aus beruflichen Gründen abwesend. Mit Antoine Schrauwen, der Dritter wurde, zeigte Belgien wieder einmal seine Überlegenheit in den Cadredisziplinen. Das Niveau der Meisterschaft war nicht sehr hoch. Die Spieler bemängelten das Material. Ungewohnte Billardtücher und Bälle ließen keine großen Durchschnitte zu.

## Turniermodus
Hier wurde im Round Robin System bis 300 Punkte gespielt. Es wurde mit Nachstoß gespielt. Damit waren Unentschieden möglich.
Bei MP-Gleichstand (außer bei Punktgleichstand beim Sieger) wird in folgender Reihenfolge gewertet:
1. MP = Matchpunkte
2. GD = Generaldurchschnitt
3. HS = Höchstserie

## Abschlusstabelle

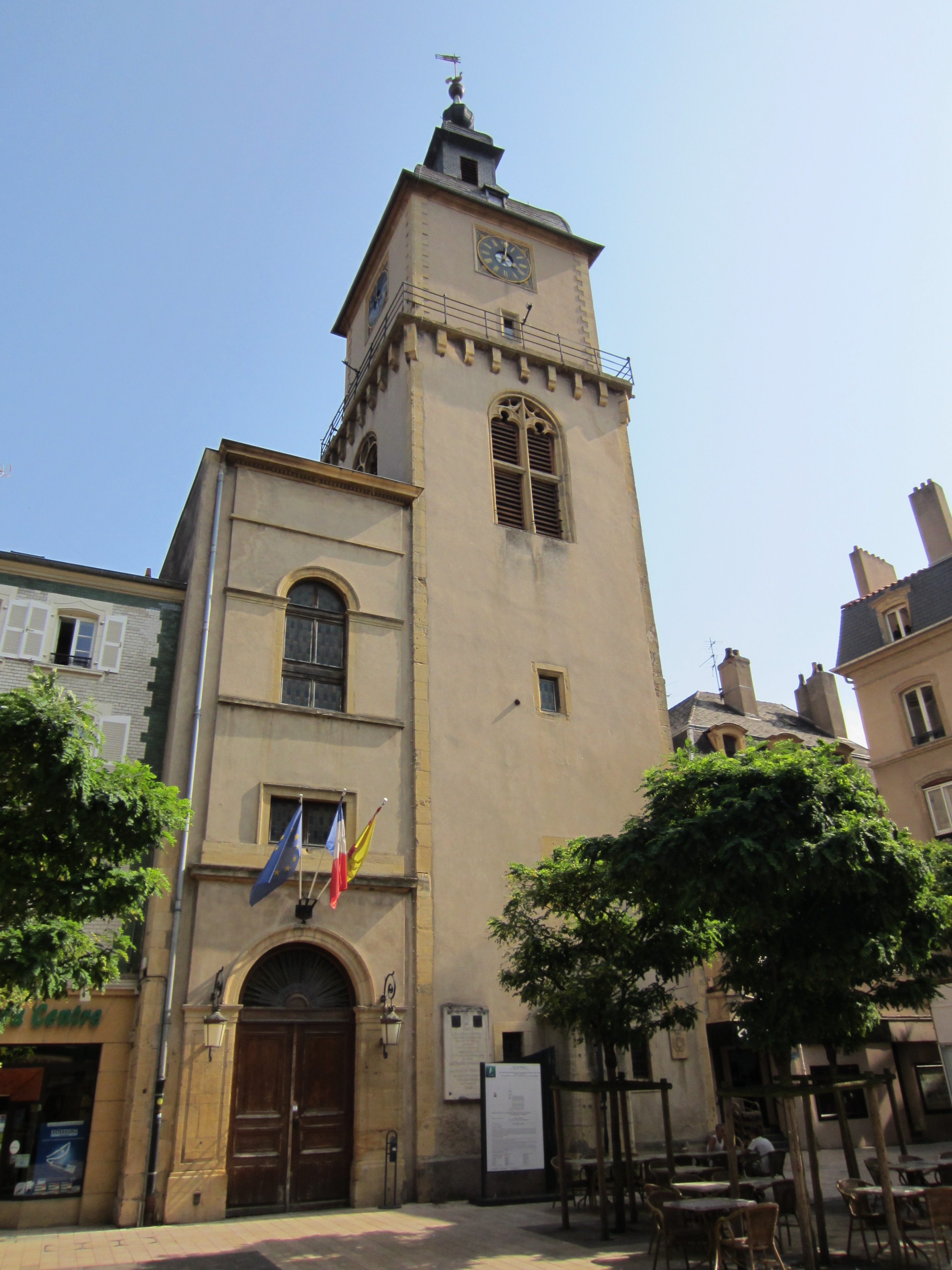
Beffroi Thionville

| MP    | Match Points (Sieger = 2; Unentschieden = 1; Verlierer = 0) |
| Pkte. | Erzielte Karambolagen                                       |
| Aufn. | Benötigte Versuche                                          |
| GD    | Generaldurchschnitt                                         |
| BED   | Bester Einzeldurchschnitt eines Spielers                    |
| HS    | Höchstserie                                                 |
|       | Bester GD des Turniers                                      |
|       | Bester ED des Turniers                                      |
|       | Beste HS des Turniers                                       |
|       | 1. Platz (Gold)                                             |
|       | 2. Platz (Silber)                                           |
|       | 3. Platz (Bronze)                                           |

| Platz                      | Name                | MP   | Pkte. | Aufn. | GD    | BED   | HS  |
| -------------------------- | ------------------- | ---- | ----- | ----- | ----- | ----- | --- |
| 1                          | Laurent Boulanger   | 14:0 | 2100  | 133   | 15,78 | 23,07 | 129 |
| 2                          | Walter Lütgehetmann | 12:2 | 2002  | 124   | 16,14 | 30,00 | 83  |
| 3                          | Antoine Schrauwen   | 9:5  | 1746  | 149   | 11,71 | 16,66 | 85  |
| 4                          | Jacques Grivaud     | 6:8  | 1848  | 163   | 11,33 | 18,75 | 97  |
| 5                          | Joaquín Domingo     | 6:8  | 1633  | 152   | 10,74 | 16,66 | 102 |
| 6                          | Henk Scholte        | 4:10 | 1730  | 136   | 12,72 | 15,78 | 91  |
| 7                          | Marcel Rosselet     | 4:10 | 1509  | 175   | 8,62  | 12,00 | 62  |
| 8                          | Jean Galmiche       | 1:13 | 1549  | 170   | 9,11  | 9,37  | 84  |
| Turnierdurchschnitt: 11,74 |                     |      |       |       |       |       |     |